# Patsy Mink
Pour les articles homonymes, voir Takemoto.
Patsy Matsu Takemoto Mink dite Patsy Mink (en japonais 竹本まつ (Takemoto Matsu)), née le 6 décembre 1927 à Paia et morte le 28 septembre 2002 à Honolulu, est une avocate et une femme politique américaine, membre du Parti démocrate. Elle est élue d'Hawaï à la Chambre des représentants des États-Unis de 1965 à 1977 puis de 1990 à sa mort.

## Biographie
Elle est la première femme non blanche élue au Congrès des États-Unis. Le jour de sa prise de fonctions, elle dépose une résolution de protestation contre les essais nucléaires britanniques dans le Pacifique, qui est adoptée.
Féministe, elle est la première femme d'ascendance asiatique candidate aux primaires présidentielles américaines en 1972. La même année, elle fait voter le Titre IX (Title IX of the Education Amendments of 1972 ), qui interdit toute discrimination sur la base du sexe dans les programmes d'éducation soutenus par l'État fédéral, amendement qui est renommé Patsy T. Mink Equal Opportunity in Education Act à sa disparition en 2002. Le Titre IX a ainsi permis le développement de compétitions sportives féminines dans les universités américaines. En 1974, elle fait voter le Women's Educational Equity Act, loi de promotion de l'éducation pour les femmes.
En 1976, elle échoue à briguer un siège au Sénat et entre dans l'administration du président Jimmy Carter. Élue au comté d'Honolulu, elle est en conflit avec le maire Frank Fasi. Elle retrouve son siège à la Chambre en 1990 à la faveur d'une élection partielle. Malade, elle meurt en septembre 2002 d'une pneumonie, alors qu'elle mène campagne pour sa réélection au Congrès. Le 5 novembre suivant, elle remporte de manière posthume sa dernière élection.

## Hommage
- Inscrite au National Women's Hall of Fame[6].

## Résultats électoraux

### Chambre des représentants des États-Unis
| Année | Patsy Mink | Autres démocrates | Républicain | Républicain | Libertarien | NLP    | Indépendant |
| ----- | ---------- | ----------------- | ----------- | ----------- | ----------- | ------ | ----------- |
| Année |            |                   |             |             |             |        |             |
| 1964  | 27,22 %    | 35,71 %           | 22,77 %     | 14,30 %     | —           | —      | —           |
| 1966  | 34,30 %    | 34,11 %           | 16,38 %     | 15,21 %     | —           | —      | —           |
| 1968  | 34,41 %    | 37,35 %           | 18,16 %     | 9,05 %      | —           | —      | —           |
| 1970  | 100,00 %   | —                 | —           |             | —           | —      | —           |
| 1972  | 57,08 %    | —                 | 37,43 %     | 37,43 %     | —           | —      | —           |
| 1974  | 62,57 %    | —                 | 42,92 %     | 42,92 %     | —           | —      | —           |
|       |            |                   |             |             |             |        |             |
| 1990  | 37,35 %    | 54,05 %           | 6,39 %      | 1,63 %      | 0,57 %      | —      | —           |
| 1990  | 66,27 %    | —                 | 30,64 %     | 30,64 %     | 3,09 %      | —      | —           |
| 1992  | 72,64 %    | —                 | 22,14 %     | 22,14 %     | 2,64 %      | —      | —           |
| 1994  | 70,14 %    | —                 | 24,18 %     | 24,18 %     | 4,68 %      | —      | —           |
| 1996  | 60,33 %    | —                 | 30,80 %     | 30,80 %     | 5,21 %      | 1,97 % | 4,27 %      |
| 1998  | 69,40 %    | —                 | 24,26 %     | 24,26 %     | 6,35 %      | —      | —           |
| 2000  | 61,59 %    | —                 | 35,97 %     | 35,97 %     | 2,44 %      | —      | —           |
| 2002  | 56,16 %    | —                 | 39,98 %     | 39,98 %     | 2,63 %      | 1,33 % | 0,71 %      |